# Principal R. Snyder
Pour les articles homonymes, voir Snyder.
Le proviseur R. Snyder est un personnage de fiction de la série télévisée Buffy contre les vampires interprété par Armin Shimerman. Il dirige le lycée de Sunnydale. À ce titre, il y défend l'ordre et la règle menacés, selon lui, par des élèves comme Buffy. Il passe ainsi son temps à s'opposer systématiquement à elle, la gênant par contrecoup dans ses activités de Tueuse.

## Biographie fictive
Le proviseur Snyder remplace le proviseur Flutie à ce poste après que ce dernier a été tué. Il se révèle vite adepte d'une discipline stricte et montre un autoritarisme extrême qui lui vaut d'être détesté par tous les lycéens, à l'exception de l'équipe de natation qu'il favorise outrageusement. Ayant pris Buffy en grippe dès son arrivée, il la menace constamment de renvoi et finit par le faire dans l'épisode Acathla. Cependant, il revient sur sa décision grâce aux pressions et aux menaces exercées sur lui par Giles (épisode Le Masque de Cordolfo).
On apprend qu'il a été placé à ce poste par le Maire Richard Wilkins (à qui il fait référence dès la saison 2 dans l'épisode la Soirée de Sadie Hawkins) qui l'a chargé de couvrir les activités surnaturelles se déroulant dans le lycée. Après avoir renvoyé Buffy avec un malin plaisir, dans Acathla 2/2, il prévient le Maire en disant qu'il a de bonnes nouvelles. Néanmoins, il semble qu'il ne soit pas informé de la nature et des intentions réelles du Maire comme le montre sa réaction indignée lorsque celui-ci se transforme en serpent gigantesque dans l'épisode la Cérémonie, réaction qui lui vaut d'être dévoré par le serpent.

## Concept et création
Avant d'obtenir ce rôle, Armin Shimerman avait déjà auditionné pour le rôle du proviseur Flutie, qui avait été attribué à Ken Lerner.

## Apparitions

### Saison 1
- (9.01) : La Marionnette
- (11.01) : Portée disparue

### Saison 2
- (1.02) : La Métamorphose de Buffy
- (3.02) : Attaque à Sunnydale
- (6.02) : Halloween
- (9.02) : Kendra, partie 1
- (19.02) : La Soirée de Sadie Hawkins
- (20.02) : Les Hommes-Poissons
- (21,22.02) : Acathla

### Saison 3
- (2.03) : Le Masque de Cordolfo
- (3.03) : La Nouvelle Petite Sœur
- (6.03) : Effet chocolat
- (11.03) : Intolérance
- (16.03) : Les Deux Visages
- (19.03) : La Boîte de Gavrock
- (21.22.03) : La Cérémonie 1/2 et 2/2

### Saison 4
- (22.04) : Cauchemar (dans le rêve d'Alex où il tient le rôle du colonel Kurtz dans une parodie d'Apocalypse Now[7])